# Chaetonotus marinus
Chaetonotus marinus är en djurart som tillhör fylumet bukhårsdjur, och som beskrevs av Giard 1904. Chaetonotus marinus ingår i släktet Chaetonotus, och familjen Chaetonotidae. Arten är reproducerande i Sverige.